# トロ・ロッソ STR8
トロ・ロッソ STR8 (Toro Rosso STR8) は、スクーデリア・トロ・ロッソが2013年のF1世界選手権参戦用に開発したフォーミュラ1カー。

## 概要
2012年、技術部門を指揮するテクニカルディレクター職がジョルジオ・アスカネッリから元ザウバーのジェームス・キーへと交代した。ただし、キーの加入はシーズン後半だったため、2013年のニューマシンSTR8に関しては、2011年にマクラーレンから加入したルカ・フルバット（チーフデザイナー）が開発の主軸となった。
STR8ではサイドポッド下面に隙間を設ける「ダブルフロア」が廃止され、一般的なサイドポッドの形状に戻された。キーは前所属チームでもダブルフロアを検討してみたものの、「明らかな向上にはつながっていなかった」とコメントした。
STR7の弱点だったセッティングの幅の狭さを解消するため、重量配分の自由度を改善。初期段階ではサスペンションのパッケージなどメカニカルな部分を修正し、シーズン中に空力面の大幅な変更を計画している。

## スペック
ソース
- エンジン フェラーリ ティーポ056 V8エンジン
- シャシー コンポジット・モノコック構造
- ボディーワーク カーボンファイバーコンポジット製
- フロントサスペンション カーボンファイバー製ダブルウィッシュボーン トーションバースプリング アンチロールバー マルチマチック製ダンバー
- リアサスペンション カーボンファイバー製ダブルウィッシュボーン トーションバースプリング アンチロールバー マルチマチック製ダンバー
- ステアリング スクーデリア・トロ・ロッソ
- ギアボックス 油圧式7速
- クラッチ ザックス トリプルプレート・プルタイプ
- ブレーキキャリパー ブレンボ製
- ブレーキパッドおよびディスク 	ブレンボ
- 冷却システム（ラジエター、熱交換器） スクーデリア・トロ・ロッソ
- コックピット機器 スクーデリア・トロ・ロッソ
- シートベルト OMP/サベルト
- ステアリングホイール スクーデリア・トロ・ロッソ
- ドライバーズシート カーボンファイバー製 ドライバーの体形に合わせて成型
- 消火器システム スクーデリア・トロ・ロッソ/FEV製
- ホイール アップテック
- 燃料タンク ATL製
- 重量 	642 kg（ドライバー、カメラを含む）

## 記録
| 年   | No. | ドライバー | 1   | 2   | 3   | 4   | 5   | 6   | 7   | 8   | 9   | 10  | 11  | 12  | 13  | 14  | 15  | 16  | 17  | 18  | 19  | ポイント | ランキング |
| 年   | No. | ドライバー | AUS | MAL | CHN | BHR | ESP | MON | CAN | GBR | GER | HUN | BEL | ITA | SIN | KOR | JPN | IND | ABU | USA | BRA | ポイント | ランキング |
| ---- | --- | ---------- | --- | --- | --- | --- | --- | --- | --- | --- | --- | --- | --- | --- | --- | --- | --- | --- | --- | --- | --- | -------- | ---------- |
| 2013 | 18  | ベルニュ   | 12  | 10  | 12  | Ret | Ret | 8   | 6   | Ret | Ret | 12  | 12  | Ret | 14  | 18† | 12  | 13  | 17  | 16  | 15  | 33       | 7位        |
| 2013 | 19  | リチャルド | Ret | 18† | 7   | 16  | 10  | Ret | 15  | 8   | 12  | 13  | 10  | 7   | Ret | 19† | 13  | 10  | 16  | 11  | 10  | 33       | 7位        |

- 太字はポールポジション、斜字はファステストラップ。(key)
- † 印はリタイアだが、90%以上の距離を走行したため規定により完走扱い。